# Херман Мајер
Херман Мајер (Алтенмаркт им Понгау, 7. децембар 1972) је бивши аустријски скијаш. Освојио је четири Светска купа (1998, 2000, 2001, 2004) и остварио 54 победе у том такмичењу као и четири Олимпијске медаље (две златне 1988. и сребрну и бронзану 2006).

## Ране године
Мајер у почетку није имао много успеха у скијашким тркама. Као 15-годишњак на скијашкој академији у Шладмингу, послат је кући након што му је речено да неће успети због његове слабе грађе, узроковане сметњама у расту. Вратио се кући у свој родни град Флахау и очеву школу скијања, која је остала Мајеров дом. Лети се запослио као зидар, а зими као инструктор скијања.
Учествујући у локалним тркама, Мајер је постао вишеструки регионални шампион у Салцбургу и Тиролу, али ипак није успео да избори место у јакој репрезентацији аустријског светског купа у скијању. Стављајући то иза себе, његов изузетан таленат су први пут препознали аустријски тренери 6. јануара 1996. године, када је остварио 12. најбржи резултат у велеслалому Светског купа у Флахау, иако је тек почео као претеча, али није учествовао у стварном такмичењу. Ово ће постати полазна тачка његове међународне каријере. Својим резултатом у Флахау привукао је пажњу ÖSV-а (Аустријског скијашког савеза) и само два дана касније стартовао је у својој првој трци Купа Европе у Лес Арсу и завршио на другом месту. Он је победио у својој следећој трци на истој локацији дан касније. Иако је сезона Купа Европе почела средином децембра и он се касно придружио, тако да није стартовао на свим тркама, освојио је укупну титулу Купа Европе, као и титулу у велеслалому.

## Освојени кристални глобуси
| Сезона | Дисциплина      |
| ------ | --------------- |
| 1998.  | Укупно          |
| 1998.  | Супервелеслалом |
| 1998.  | Велеслалом      |
| 1999.  | Супервелеслалом |
| 2000   | Укупно          |
| 2000   | Спуст           |
| 2000   | Супервелеслалом |
| 2000   | Велеслалом      |
| 2001.  | Укупно          |
| 2001.  | Спуст           |
| 2001.  | Супервелеслалом |
| 2001.  | Велеслалом      |
| 2004.  | Укупно          |
| 2004.  | Супервелеслалом |

### Победе у Светском купу
54 победе (15 у спусту, 24 у супервелеслалому, 14 у велеслалому, 1 у комбинацији)
| Датум              | Место                  |
| ------------------ | ---------------------- |
| 29. децембар 1997. | Бормио                 |
| 16. јануар 1998.   | Венген                 |
| 29. децембар 1998. | Бормио                 |
| 27. новембар 1999. | Бивер Крик             |
| 8. јануар 2000.    | Шамони                 |
| 29. јануар 2000.   | Гармиш-Партенкирхен    |
| 2. децембар 2000.  | Бивер Крик             |
| 9. децембар 2000.  | Вал д'Изер             |
| 20. јануар 2001.   | Кицбил                 |
| 2. март 2001.      | Квитфјел               |
| 8. март 2001.      | Оре                    |
| 6. децембар 2003.  | Бивер Крик             |
| 14. фебруар 2004.  | Санкт Антон ам Арлберг |
| 5. март 2005.      | Квитфјел               |
| 28. јануар 2006.   | Гармиш-Партенкирхен    |

| Датум              | Место               |
| ------------------ | ------------------- |
| 23. фебруар 1997.  | Гармиш-Партенкирхен |
| 6. децембар 1997.  | Бивер Крик          |
| 10. јануар 1998.   | Шладминг            |
| 11. јануар 1998.   | Шладминг            |
| 1. фебруар 1998.   | Гармиш-Партенкирхен |
| 13. децембар 1998. | Вал д'Изер          |
| 21. децембар 1998. | Инзбрук             |
| 9. јануар 1999.    | Шладминг            |
| 7. март 1999.      | Квитфјел            |
| 28. новембар 1999. | Вејл                |
| 5. децембар 1999.  | Лејк Луиз           |
| 21. јануар 2000.   | Кицбил              |
| 16. март 2000      | Бормио              |
| 26. новембар 2000  | Лејк Луиз           |
| 19. јануар 2001.   | Кицбил              |
| 4. март 2001.      | Квитфјел            |
| 27. јануар 2003.   | Кицбил              |
| 30. новембар 2003. | Лејк Луиз           |
| 1. фебруар 2004.   | Гармиш-Партенкирхен |
| 11. март 2004.     | Сестријере          |
| 24. јануар 2005.   | Кицбил              |
| 6. март 2005.      | Квитфјел            |
| 20. јануар 2006.   | Кицбил              |
| 30. новембар 2008. | Лејк Луиз           |

| Датум              | Место             |
| ------------------ | ----------------- |
| 25. новембар 1997. | Парк Сити         |
| 6. јануар 1998.    | Салбах-Хинтерглем |
| 13. јануар 1998.   | Аделбоден         |
| 25. октобар 1998.  | Зелден            |
| 12. јануар 1999.   | Аделбоден         |
| 31. октобар 1999.  | Тињ               |
| 24. новембар 1999. | Бивер Крик        |
| 5. фебруар 2000.   | Тотнау            |
| 29. октобар 2000.  | Зелден            |
| 10. децембар 2000. | Вал д'Изер        |
| 9. јануар 2001.    | Аделбоден         |
| 15. фебруар 2001.  | Шига Коген        |
| 10. март 2001.     | Оре               |
| 23. октобар 2005.  | Зелден            |

| Датум            | Место          |
| ---------------- | -------------- |
| 18. јануар 1998. | Венген/Везоназ |

## Резултати Светског првенства
| Годна | Узраст | Слалом | Гигантски Слалом | Супер Г | Падина | Комбиновано |
| ----- | ------ | ------ | ---------------- | ------- | ------ | ----------- |
| 1999  | 26     | —      | DNF2             | 1       | 1      | —           |
| 2001  | 28     | —      | 4                | 3       | 2      | —           |
| 2003  | 30     | —      | —                | 2       | 8      | —           |
| 2005  | 32     | —      | 1                | 4       | 17     | —           |
| 2007  | 34     | —      | 21               | 7       | 13     | —           |
| 2009  | 36     | —      | —                | 18      | 6      | —           |

## Олимпијски резултати
| Годна | Узраст | Слалом | Гигантски Слалом | Супер Г | Падина | Комбиновано |
| ----- | ------ | ------ | ---------------- | ------- | ------ | ----------- |
| 1998  | 25     | —      | 1                | 1       | DNF    | —           |
| 2006  | 33     | —      | 3                | 2       | 6      | —           |

## Поред скијања
Мајер је такође победио у вишебојном спортском такмичењу, издању америчког Суперстарс такмичења 2001. године и често глуми у ТВ рекламама за своју спонзорску банку Рејфајсен. Његов брат Александар Мајер је такође представљао Аустрију на Зимским олимпијским играма. Мајер је возио пролог Тур де Франса 2003. испред главног терена, завршивши индивидуалну вожњу од 6,5 km за 8 минута и 44 секунде, у поређењу са 7 минута и 26 секунди за победника етапе Бредлија Мaкгија.